# Nagy Korál zsinagóga (Riga)

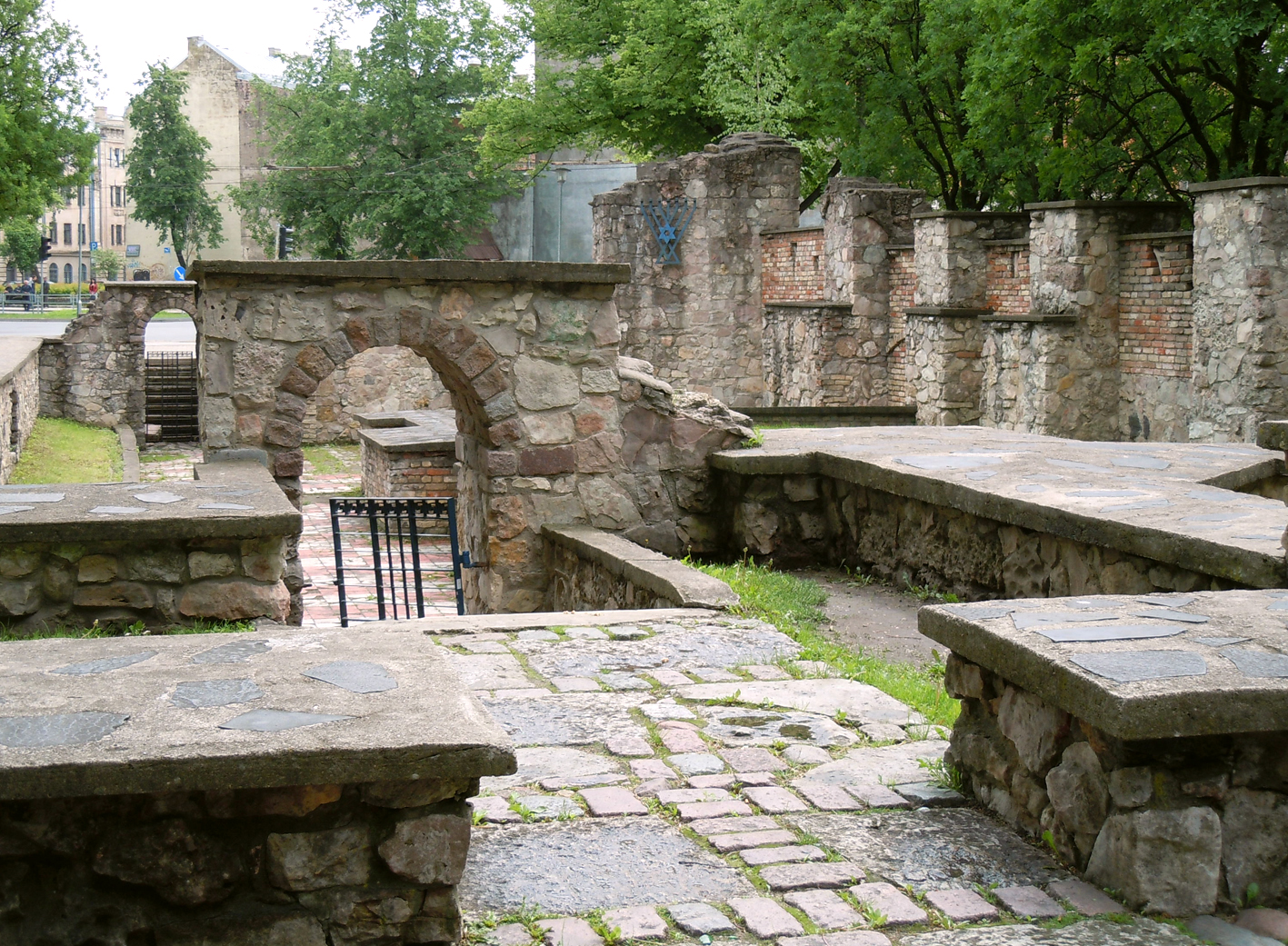
A zsinagóga romjai, újjáépítve 1993-ban

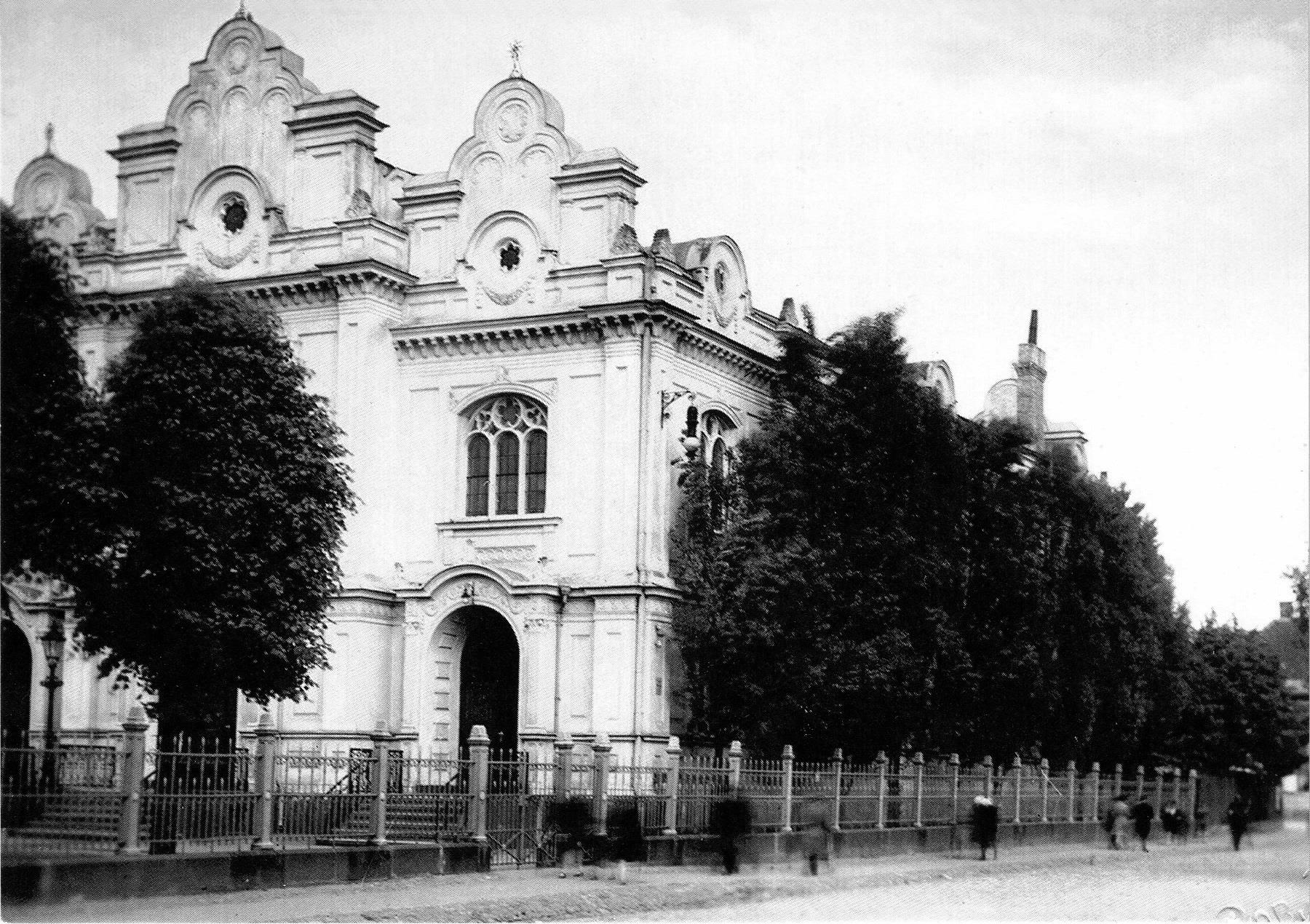
Az 1930-as években

A Nagy Korál zsinagóga (lettül: Rīgas Horālā sinagoga, héberül: בית הכנסת כורל של ריגה) Riga legnagyobb zsinagógája volt, amíg 1941. július 4-én le nem égett.
A zsinagógát 1868-ban Paul von Hardenack építész tervezte, az építését 1871-ben fejezték be. Az épületen több építészeti stílus megjelent, azonban a neoreneszánsz volt a legmeghatározóbb. A zsinagóga városszerte híres volt kántorairól és kórusáról.
A zsinagógát 1941. július 4-én felgyújtották, miután Riga náci megszállás alá került. Egyes jelentések szerint 20 zsidót az alagsorba zárták. Bernhard Press történész szerint az áldozatok egy része litván zsidó volt, akik ott kaptak menedéket. Gertrude Schneider szerint az áldozatok többnyire nők és gyermekek voltak. Frida Michelson, aki a zsinagóga felgyújtásakor kényszermunkásként dolgozott Jelgava közelében, arról számolt be, hogy egy barátja (aki mástól hallotta) elmondta neki, hogy a Nagy Korál zsinagóga termei és hátsó udvara tele volt litvániai menekültekkel. A Pērkonkrusts szélsőjobboldali mozgalom tagjai és mások körülvették az épületet, csapdába ejtették az ott tartózkodó embereket és rájuk gyújtották a zsinagógát. Andrew Ezergailis történész nem tartja hihetőnek, hogy a zsidókat bezárták volna a Nagy Korál zsinagógába, mielőtt felgyújtották volna. Azt azonban elismeri, hogy a zsinagógában 300 litván menekült lehetett a tűz meggyújtása előtt, illetve valószínűsíti, hogy a zsinagóga felgyújtása előtt már megölték őket.
A zsinagóga megsemmisítését a németek filmre vették, majd később egy Wehrmacht híradó részévé vált, a következő elbeszéléssel: "A rigai zsinagóga, amelyet a GPU komisszárjai megkíméltek rombolási munkájuk során, néhány órával később lángokba borult."
A háború után a kiégett zsinagóga maradványait a szovjet hatóságok eltakarították, és a területet nyilvános térré alakították. Az első Dávid-csillaggal megjelölt emlékkövet csak 1988-ban helyezték el a helyszínen. Miután Lettország elnyerte függetlenségét, 1993-ban Sergejs Rižs lett építész tervei alapján az egykori zsinagóga helyén kialakítottak egy emlékhelyet, amelyhez felhasználták az eredeti épület alapját. 2007-ben emlékművet állítottak Jānis Lipkének és másoknak, akik zsidókat mentettek a holokauszt idején. Az emlékmű mindazoké, akik több mint 400 zsidót segítettek megmenteni a biztos haláltól. Lettország szinte teljes zsidó lakosságát – mintegy 73 000 embert – meggyilkolták a náci uralom első hat hónapjában.

## Fordítás
- Ez a szócikk részben vagy egészben  a   Great Choral Synagogue (Riga) című angol Wikipédia-szócikk ezen változatának fordításán alapul.  Az eredeti cikk szerkesztőit annak laptörténete sorolja fel. Ez a jelzés csupán a megfogalmazás eredetét és a szerzői jogokat jelzi, nem szolgál a cikkben szereplő információk forrásmegjelöléseként.